# 朱波
朱 波（しゅ は、1960年9月24日 - ）は、中華人民共和国の元サッカー選手、サッカー指導者。元中華人民共和国代表。現役時代のポジションはディフェンダー。

## クラブ歴
ユースから育った八一足球隊でサッカー選手となった。1981年にはリーグ優勝を果たした。クラブでは主将となり1986年にもリーグ制覇を果たしている。1993年まで同チームに所属したものの、1994年には新たな挑戦として深圳足球倶楽部に移籍し、同チームのリーグ制覇に貢献した。

## 代表歴
1981年のリーグ優勝以降、代表にも招集されるようになり、1983年12月4日のオーストラリア代表戦で代表初出場をし、この試合は2-1で勝利した。そのパフォーマンスの高さは彼を代表のレギュラーたらしめ、AFCアジアカップ1984では同国に準優勝を齎した主要メンバーとなった。その後、同国の主将となり、複数の大会に挑んだものの、芳しい成績を獲得するには至らなかった。

## 監督歴
選手を引退した後は指導者となるためにイタリアへ渡った。1年を経て、武漢紅桃足球倶楽部のアシスタントとなったものの、シーズン中に監督をクラブが見つけたために、短期の雇用となった。その後、大連実徳足球倶楽部のアシスタントに就任。ここで3年を過ごしたのち、湖南湘軍足球倶楽部の監督に就任。しかし、成績があまり芳しくなかったため、よりレベルの低いリーグの監督として暫くを過ごした。その後瀋陽金徳足球倶楽部のアシスタントとなり1部のスタッフに復帰。その後は同クラブの監督を務め、11位の成績を残した。

## タイトル

### 選手
八一
- 全国サッカー甲Aリーグ: 1981, 1986

深圳
- 全国サッカー甲Cリーグ: 1994
- 全国サッカーBリーグ: 1995